# Cumulonimbus capillatus
Cumulonimbus capillatus (Cb cap) (łac. włosami pokryty, owłosiony, długowłosy) – gatunek chmur Cumulonimbus. Charakteryzuje się tym, że pewne części (głównie szczytowe) chmury są wyraźnie pierzaste, o budowie włóknistej lub prążkowanej, często w kształcie kowadła (łac. incus, pol. kowadło chmurowe), pióropusza albo zwichrzonej czupryny. Stanowi kolejne stadium rozwojowe w stosunku do chmury gatunku Cumulonimbus calvus, od której odróżnia Cb cap wierzchołek uformowany ze zlodzonych, dobrze widocznych, pierzastych pasm, ukierunkowanych przez wiatr.
Chmurze Cumulonimbus capillatus towarzyszą intensywne przelotne opady deszczu (zimą śniegu lub krupy śnieżnej), którym często towarzyszą wyładowania atmosferyczne i/lub opady gradu. Prawie wszystkie burze są spowodowane przez zjawiska zachodzące w chmurach tego gatunku (wyładowania zdecydowanie rzadziej występują też w chmurach Cumulonimbus calvus). Oprócz tego, chmurom Cb cap często towarzyszą silne porywy wiatru, mogące przybrać postać szkwału, a w skrajnych przypadkach tornada. Ze względu na możliwość wystąpienia wszystkich wymienionych groźnych zjawisk pogodowych, jest to najniebezpieczniejszy gatunek chmur. Mogą przyjmować zarówno postać krótkotrwałych, pojedynczych komórek burzowych lub opadowych, jak i rozległych, długotrwałych burz wielokomórkowych lub superkomórek burzowych.
Podobnie, jak Cumulonimbus calvus, chmury Cumulonimbus capillatus są niebezpieczne dla pilotów, ponieważ intensywne pionowe prądy (wstępujące i zstępujące) są przyczyną silnych turbulencji, zarówno wewnątrz chmur, jak i w ich pobliżu. Duża wilgotność powietrza może powodować powstawanie oblodzenia na elementach płatowca i silników, a gradziny – wywoływać uszkodzenia mechaniczne.
Chmura ta sprzyja występowaniu bardzo wyraźnych virg.
Symbol klucza CL=9
przewidziany dla Cumulonimbus capillatus.

## Galeria

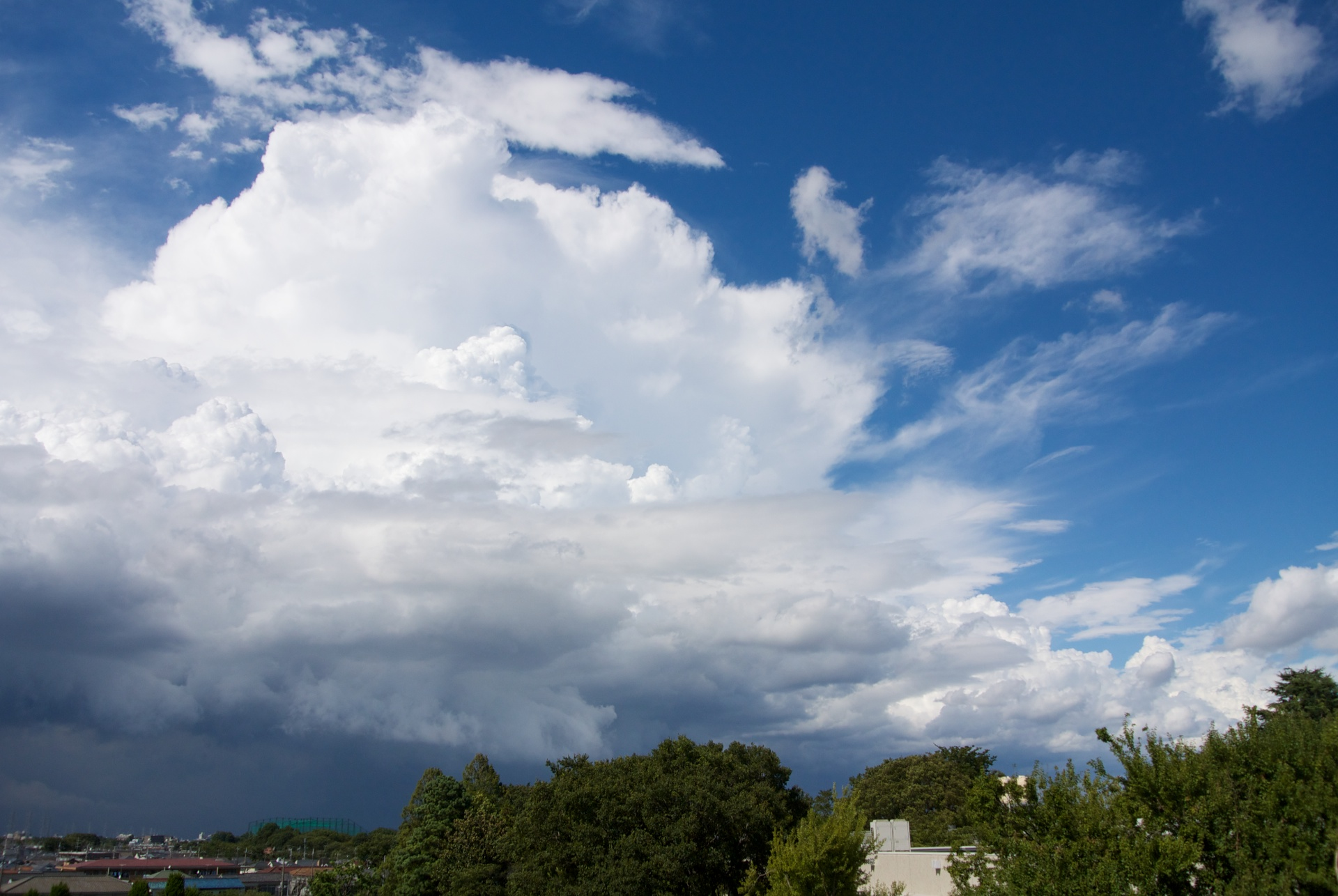
Cumulonimbus capillatus
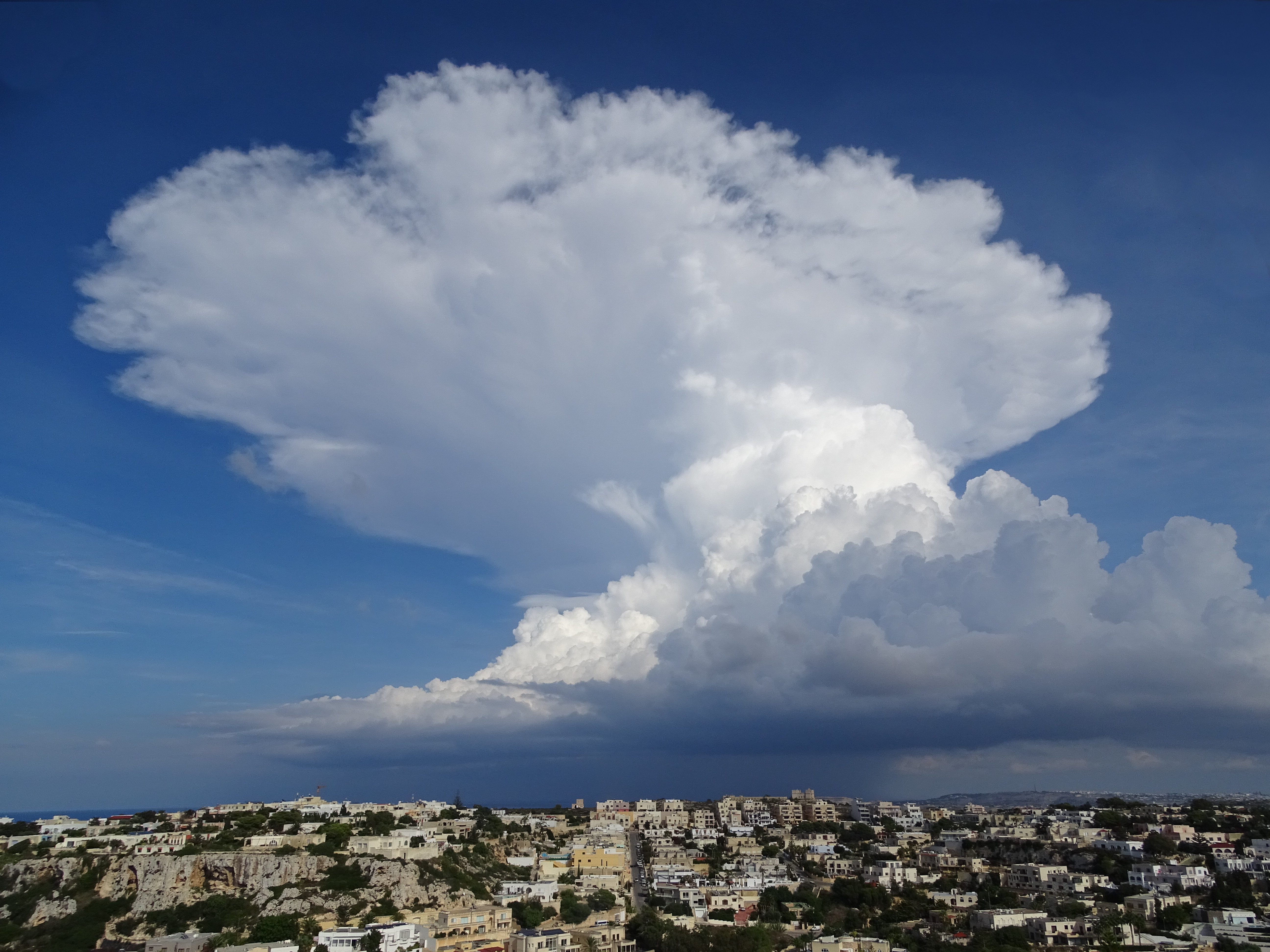
Cumulonimbus capillatus incus
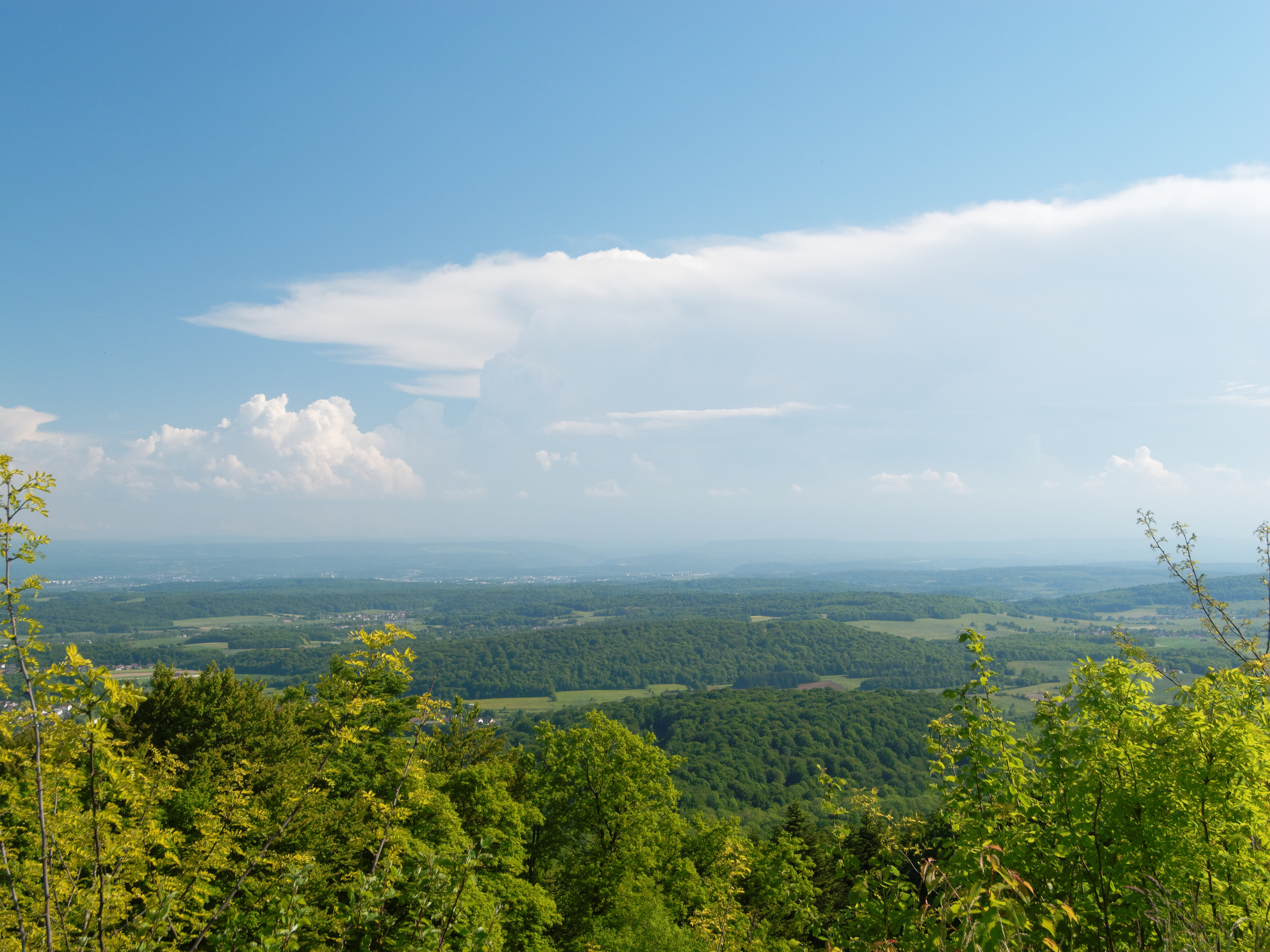
Cumulonimbus capillatus incus
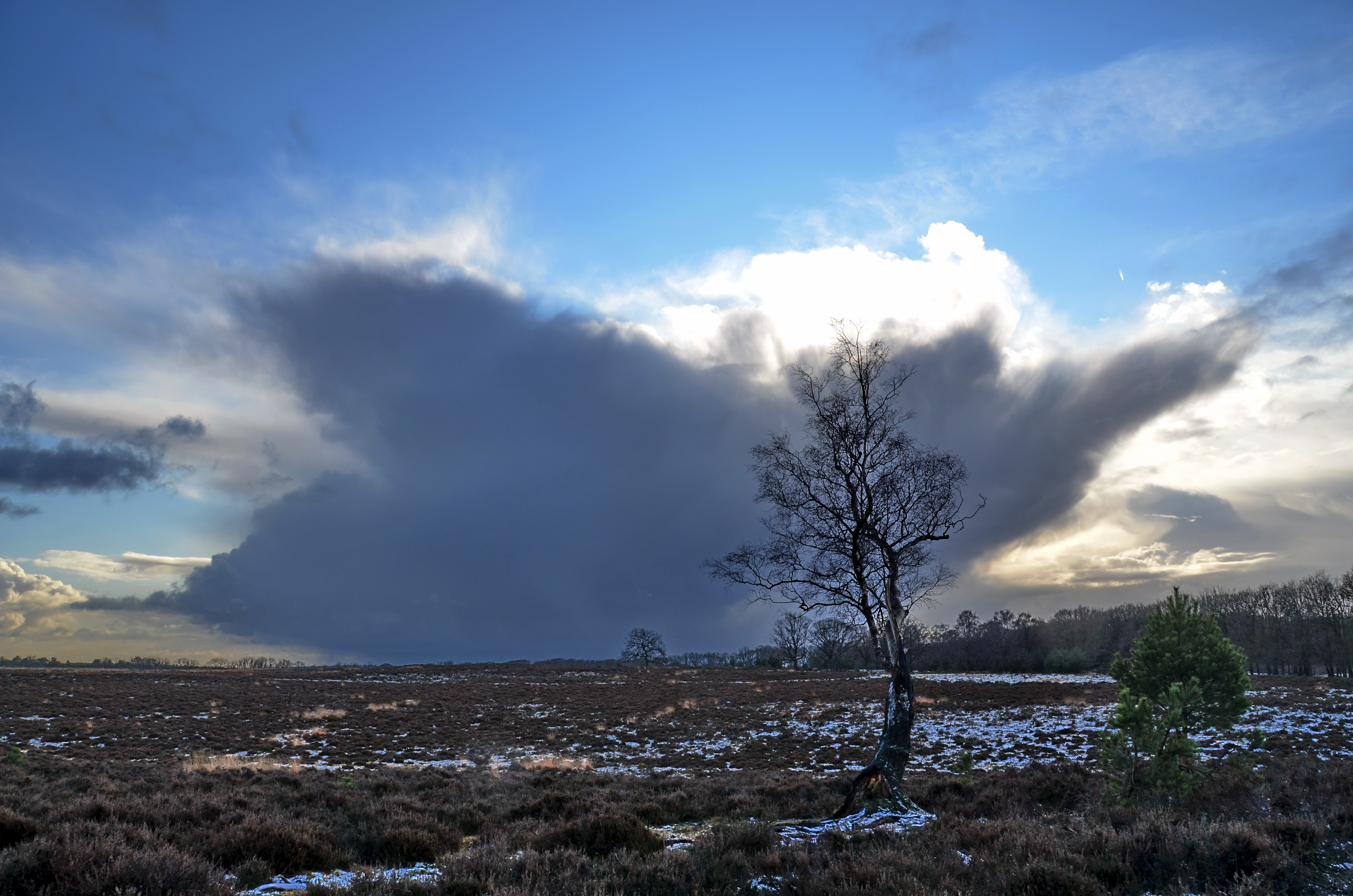
Cumulonimbus capillatus w zimie
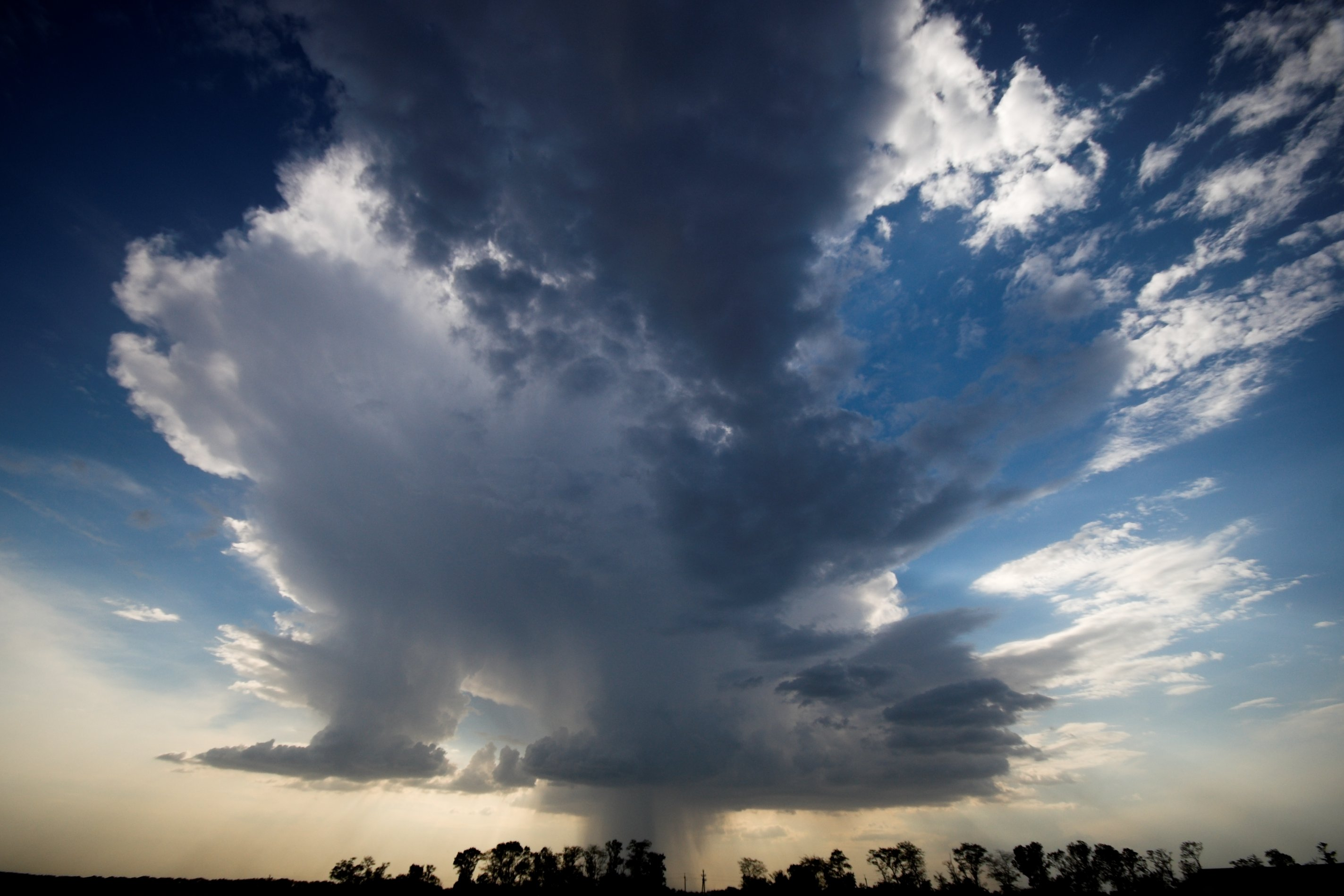
Cumulonimbus capillatus praecipitatio
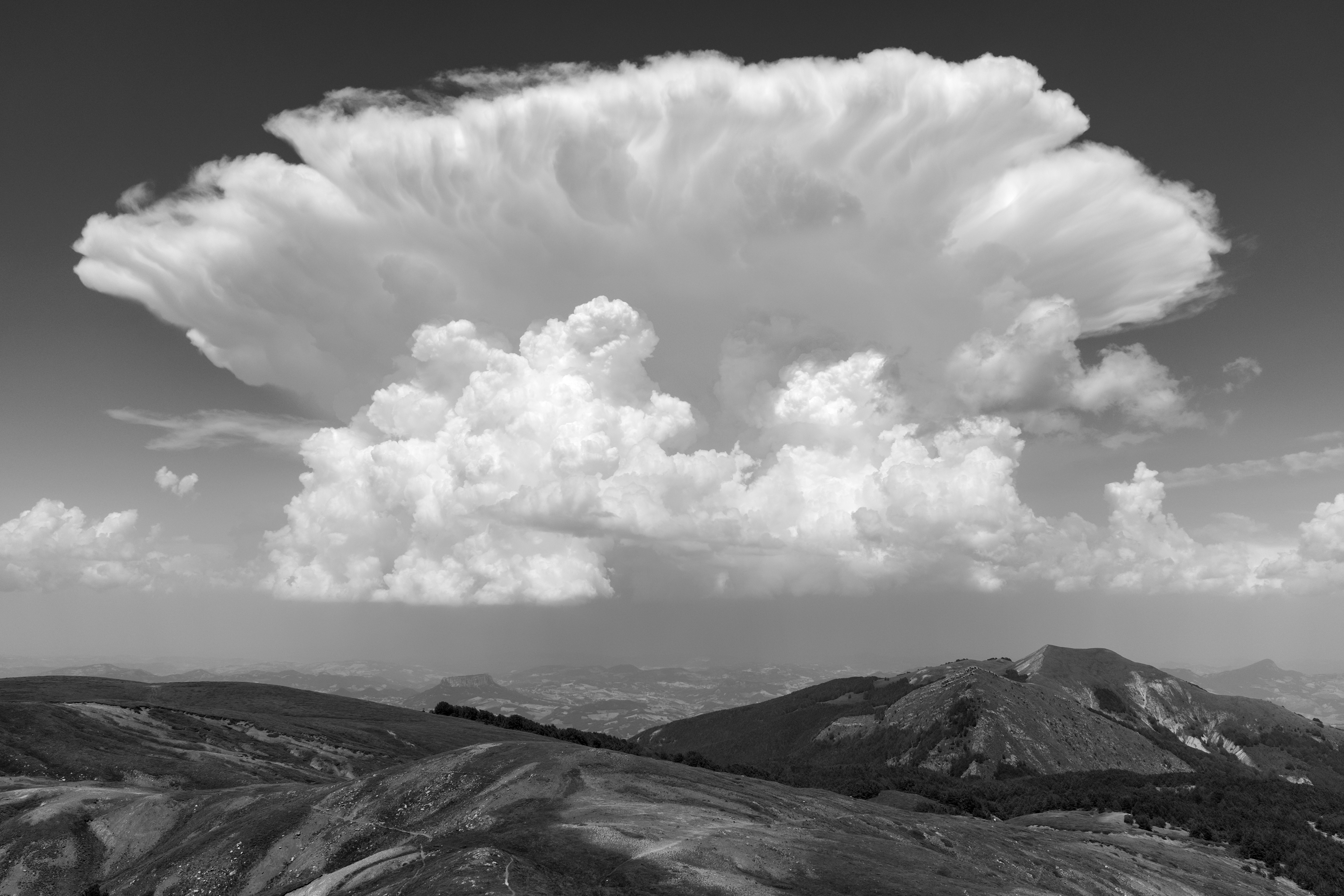
Cumulonimbus capillatus incus
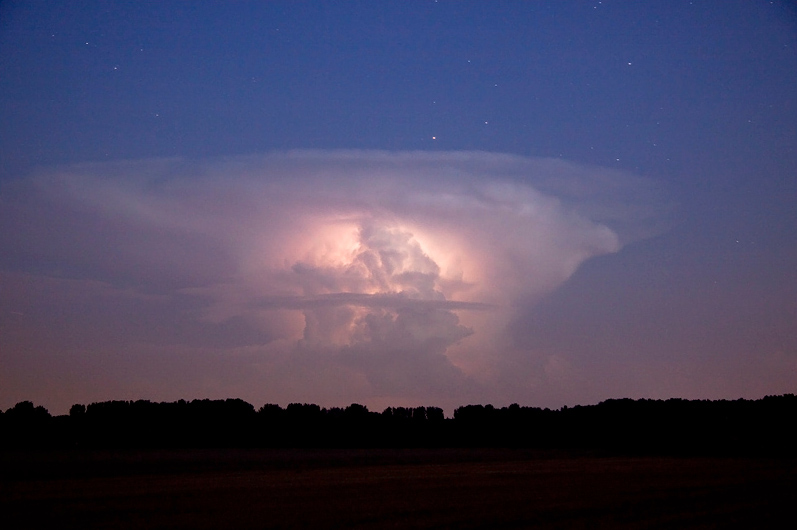
Wyładowanie atmosferyczne w chmurze Cumulonimbus capillatus incus
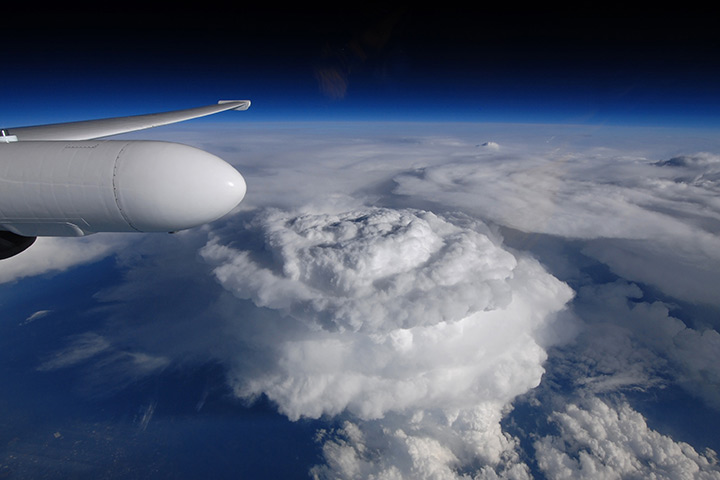
Cumulonimbus capillatus widziany z samolotu